# スカーフ

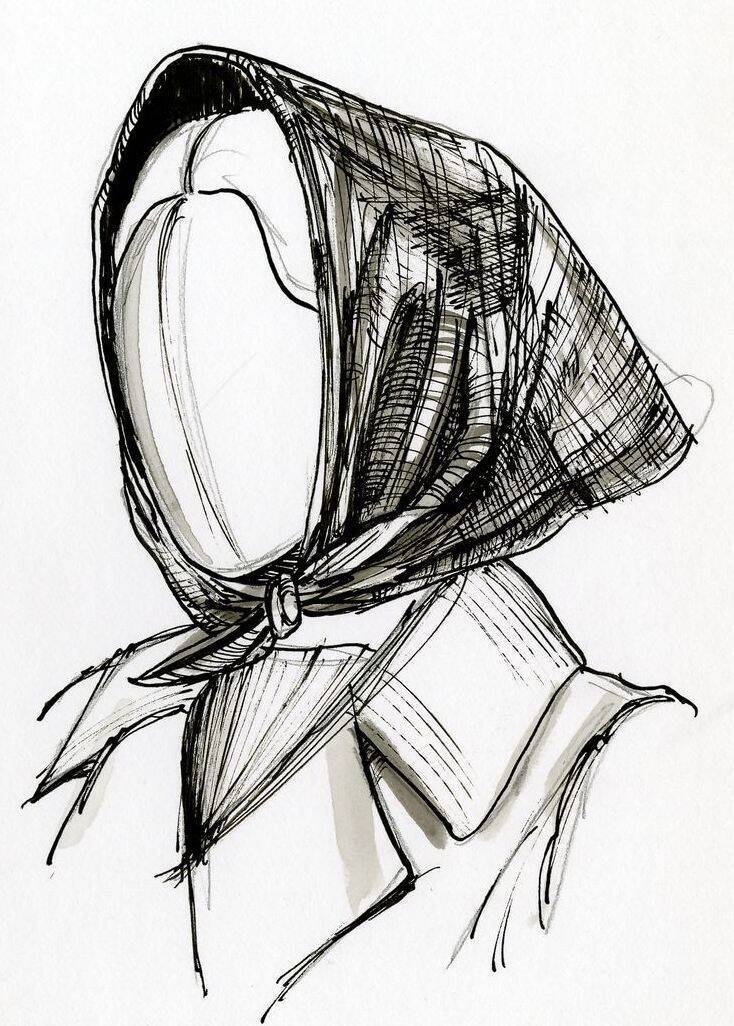
スカーフを「ヘッドスカーフ（頭に巻くスカーフ）」として使った例 / イメージ画。この形は、日本では「頬っ被り（ほっかむり、ほっかぶり）」と呼ばれる。顔の全面以外の頭部全体を布で覆い、その布を顎の下で結ぶ。

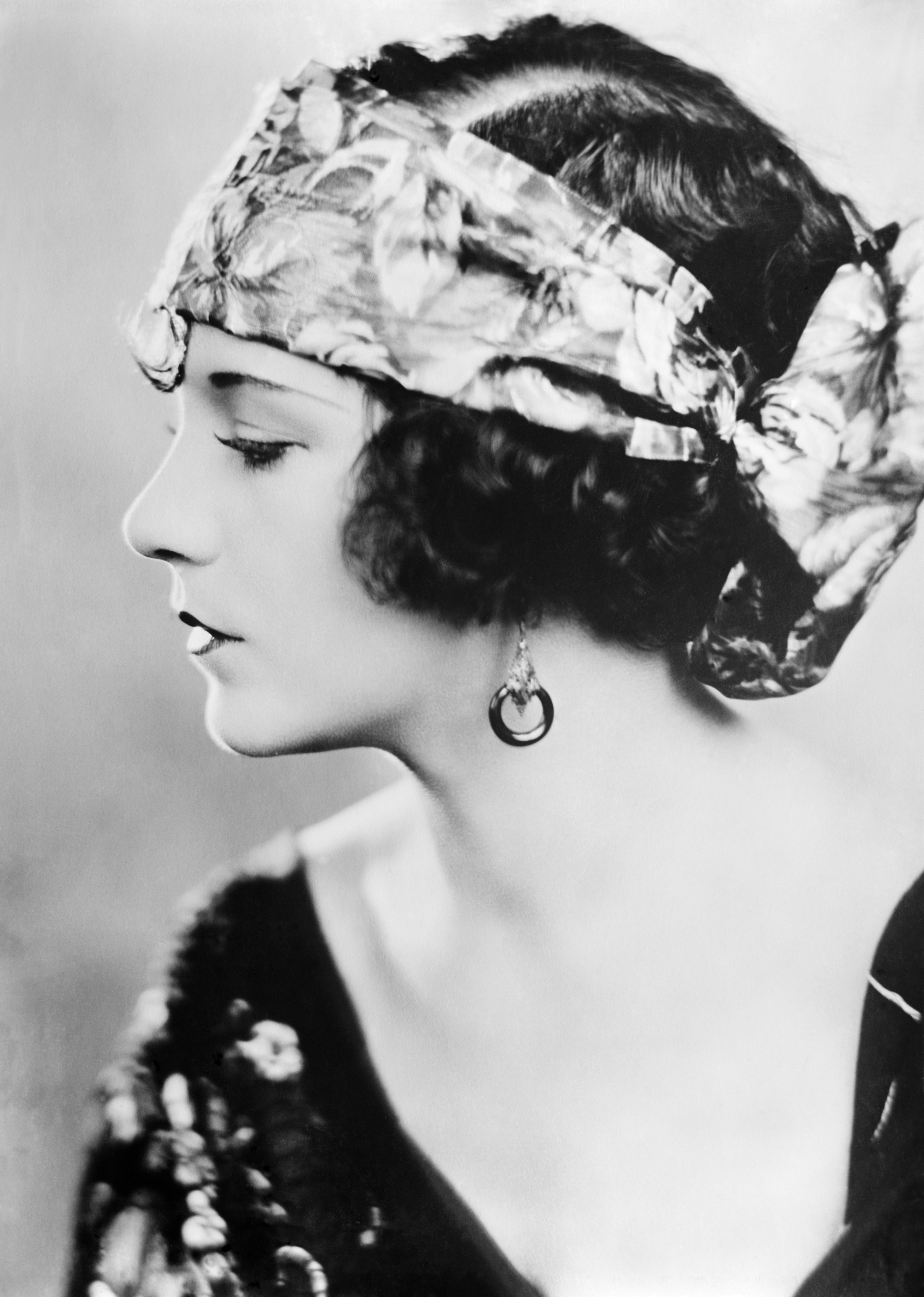
ヘッドスカーフをした女性 / 画像はサイレント映画時代の大女優ヴァイオラ・ダナの1920年頃のポートレート。

スカーフ（英語: scarf）とは、歴史的にはハンカチの系統に位置づけられる大判の布であり、特に現代では首や肩、頭部の防寒保護や襟元アクセサリーとして用いられるものをいう。

## 歴史
時代や文化の変遷、商慣習上の分類により「スカーフ」とその周辺の服飾品の呼称が変化してきたため厳密な定義は容易でない。そのため現代のスカーフは特に「現代スカーフ」として区別されることもある。
西洋服飾史ではハンカチの系統に位置づけられ、当初は衛生・審美目的のハンカチと区別され、それよりも大判の首に巻くためのハンカチが時にスカーフ（foulard）と呼ばれた。
『オックスフォード英語辞典』によるとScarfの語は16世紀中期に初出し、当時は幅広の帯状の布を意味し、兵服や公服を着用する際には腰のまわりや肩から斜めに身に着けたり、聖職者は首の周りに巻いて垂らして用いたという。さらに18世紀には肩を包むケープ状の肩掛けをスカーフと呼んだ。
現代のスカーフは20世紀にパリ・モードの中で発展したといわれ、ココ・シャネルなどのファッションデザイナー達が考案した英国風スポーツウェアのアクセサリーが起源になっている。さらに外出着のデザインがスポーツウェアの影響を受け、ジャケットやコートの襟元アクセサリーとして受け入れられていった。

## 生産
世界的なスカーフ生産地としてイタリアのコモやフランスのリヨンがあり、日本の横浜市でも盛んに生産されたが、これらの都市はスカーフの製造が開始される前から絹の世界的生産地や貿易港である点で共通している。
横浜のスカーフ生産の歴史は独特で、その原型は手巾（てはば）とされ、捺染技術も近世に浮世絵や草双紙で確立された紙への印刷技法が明治期に「木版更紗」として薄手の羽二重に応用されて誕生した。

## ギャラリー

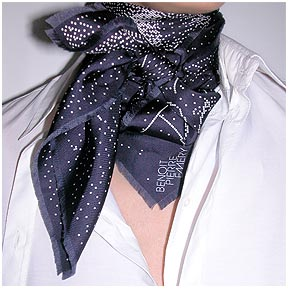
首に巻いたスカーフ
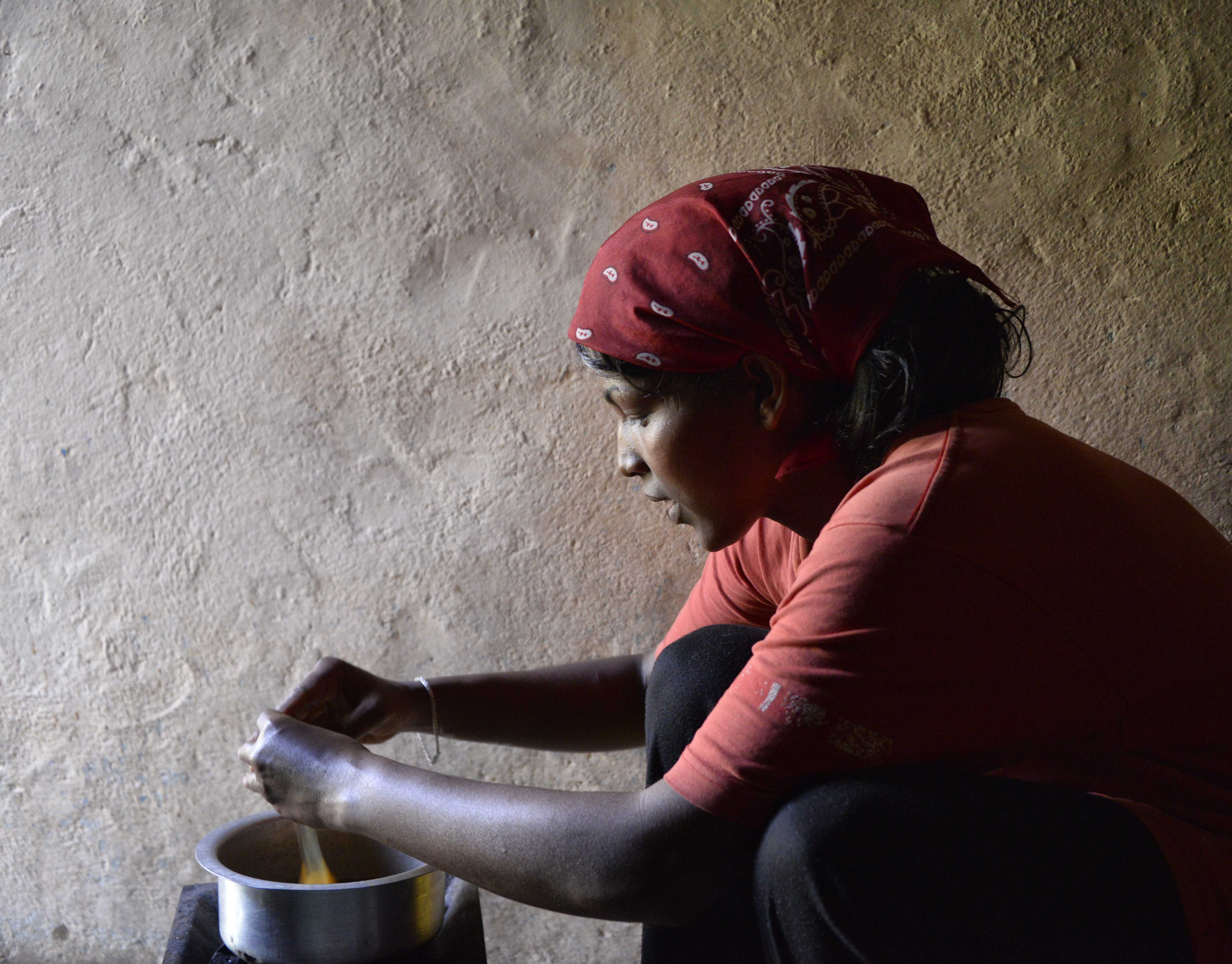
ヘッドスカーフ
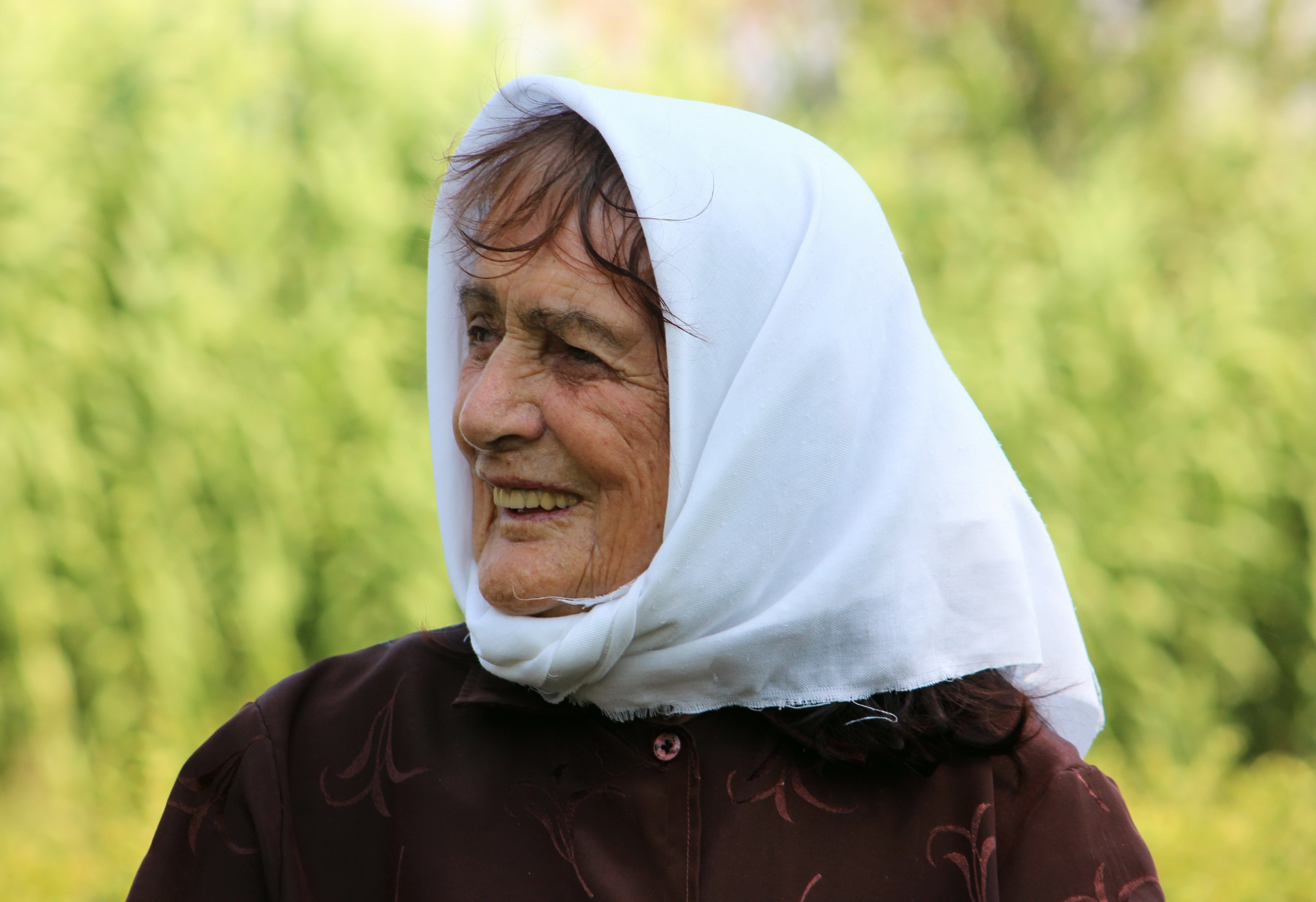
ヘッドスカーフ
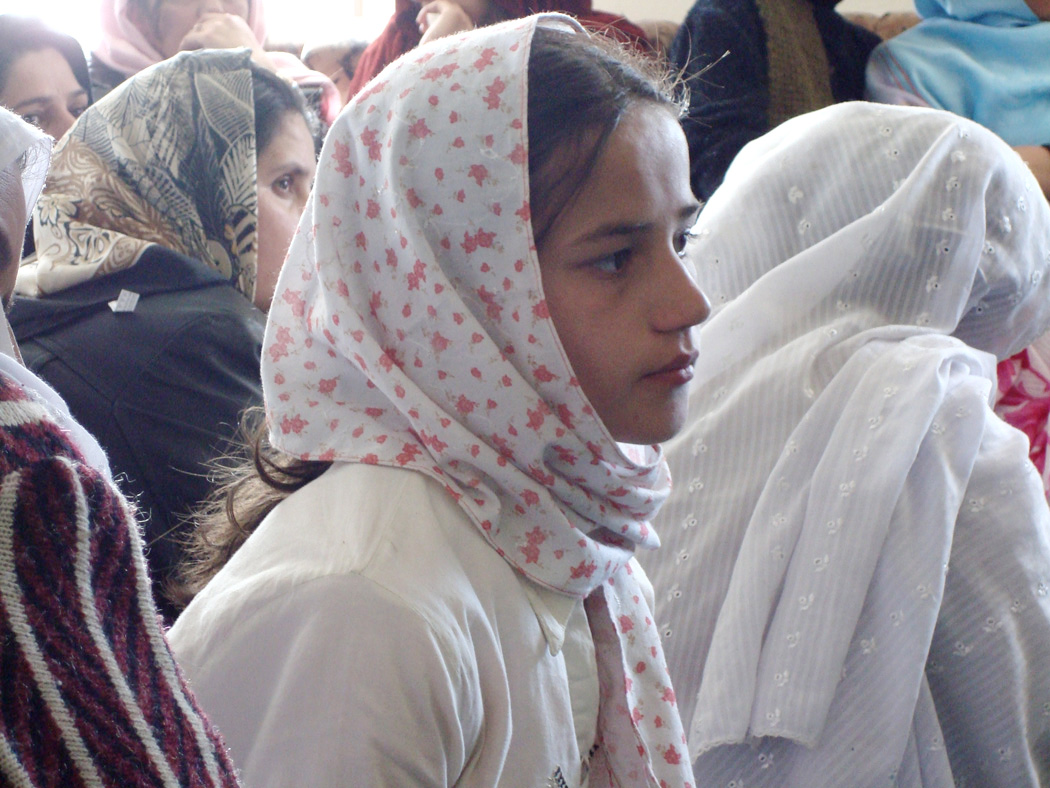
ヘッドスカーフ
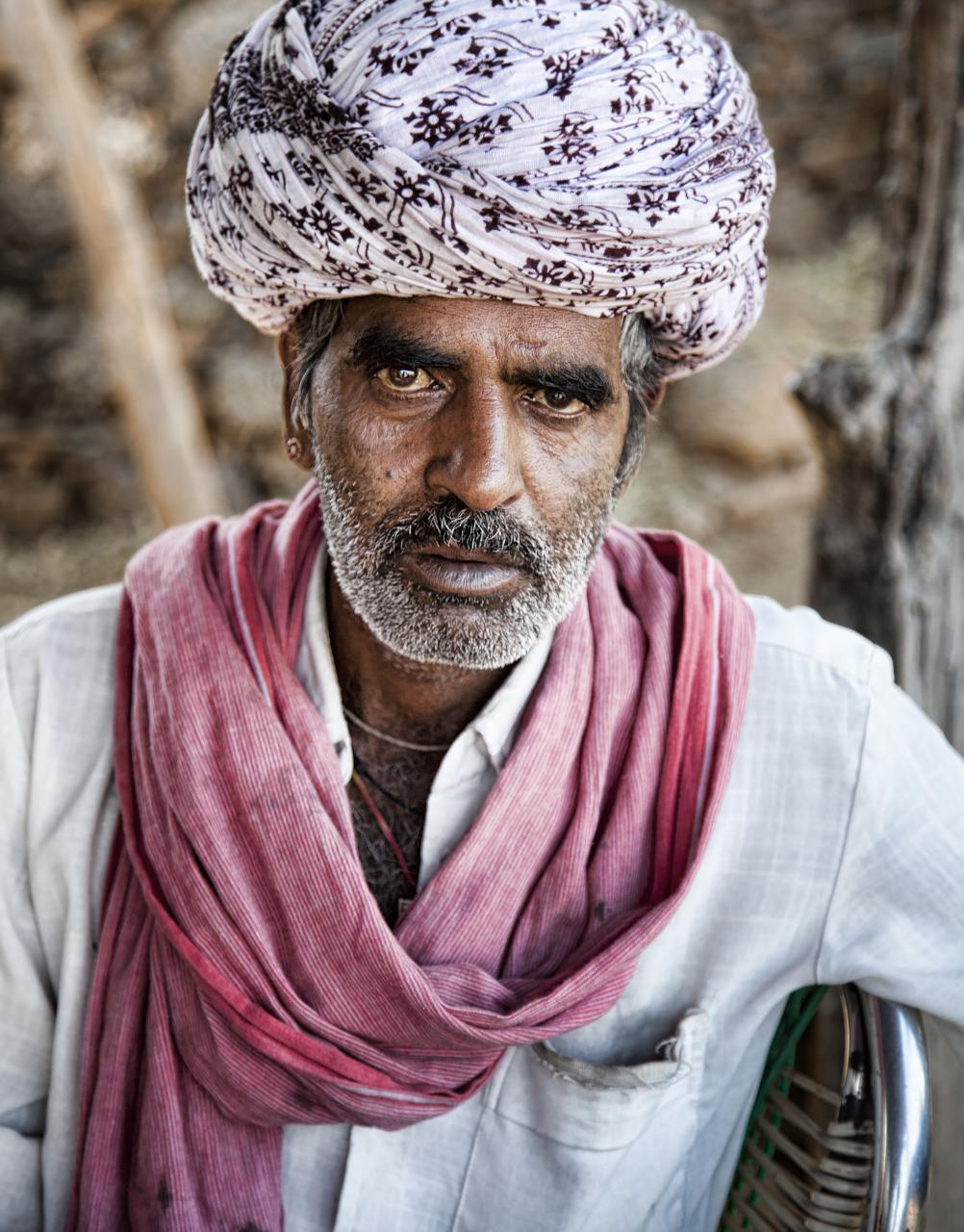
ターバンもヘッドスカーフの一種。